# (523726) 2014 MJ70
(523726) 2014 MJ70 est un transneptunien faisant partie du disque des objets épars de magnitude absolue 6,1 et de diamètre estimé à 220 km.